# Jurij Drohobytsch

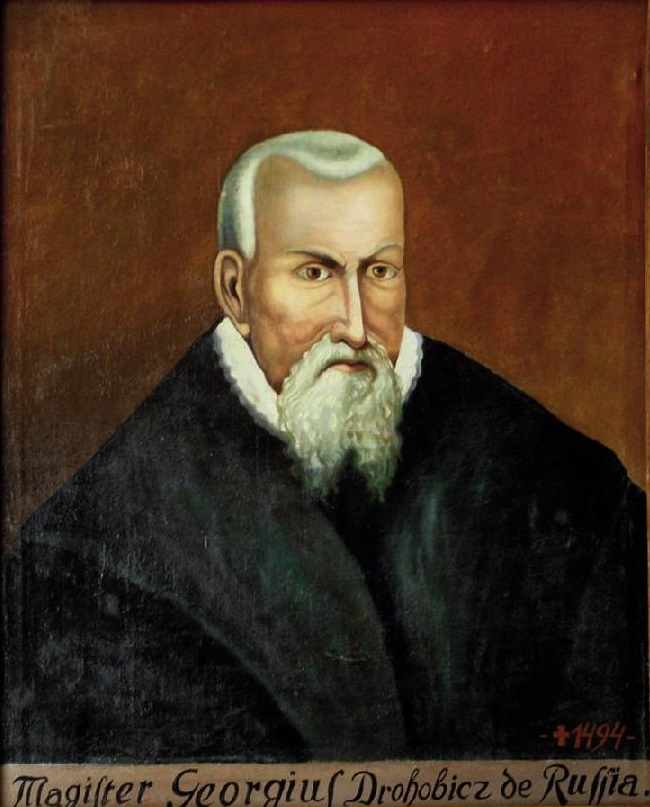
Jurij Drohobytsch, 1494

Jurij Drohobytsch (russinisch Юрій Дрогобич; eigentlich Jurij Kotermak – russin. Юрій Котермак; auch lateinisch Georgius Drohobicz de Russia; * 1450 in Drohobytsch; † 4. August 1494 in Krakau) war ein rotruthenischer Philosoph, Astronom, Astrologe und der erste ruthenische Doktor der Medizin. Er gilt auch als ostslawischer Verfasser des ersten gedruckten kyrillischen Buches.

## Leben
Jurij Kotermak wuchs in Drohobytsch auf und absolvierte bis 1473 ein Studium an der Universität Krakau. Den Universitätsabschluss (1476) und Doktorgrad (1482) der Medizin erwarb er an der Universität Bologna, wo er 1481 bis 1482 auch als Rektor tätig war und Astronomie und Medizin lehrte.
Zurück in Krakau, lehrte er seit 1487 als Professor der Medizin an der dortigen Universität.
Im Februar 1483 erschien in Rom sein Werk Judicium prenosticon Magistri Georgii Drogobicz de Russia, das als erstes bekanntes gedrucktes Buch eines Ukrainers gilt. Neben einigen astrologischen Prognosen behandelte er Themen aus Geografie, Astronomie und Meteorologie.

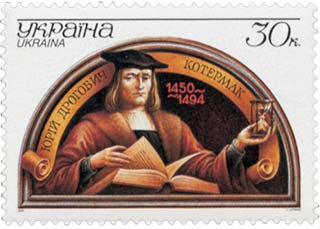
Jurij Drohobytsch